# Тержинан
«Тержинан®» (фр. Tergynan) — патентованный комбинированный лекарственный препарат, разработанный и выпускаемый французской фирмой «Лаборатории Бушара-Рекордати» (Laboratoires Bouchara-Recordati). Используется для лечения инфекционных гинекологических заболеваний, оказывает противомикробное и противовоспалительное действие.

## Фармакологическое действие
Комбинированный препарат для местного применения в гинекологии. Действие препарата обусловлено свойствами входящих в его состав компонентов. 

- Тернидазол — производное имидазола — оказывает трихомонацидное действие.
- Неомицина сульфат — антибиотик широкого спектра действия из группы аминогликозидов.
- Нистатин — противогрибковый антибиотик из группы полиенов, высокоактивен в отношении грибов рода Candida.
- Преднизолон — глюкокортикоид, оказывает выраженное противовоспалительное действие.

## Фармакокинетика
Исследования фармакокинетики препарата Тержинан не проводились, в связи с чем системная биодоступность компонентов препарата неизвестна.

## Показания
Лечение вагинитов, вызванных чувствительными к препарату микроорганизмами:
- бактериальные вагиниты, вызванные банальной пиогенной флорой;
- трихомоноз влагалища;
- вагиниты, вызванные грибами рода Candida;
- смешанные вагиниты.

Профилактика вагинитов:
- перед гинекологическими операциями;
- перед родами или абортом;
- до и после установки ВМС;
- до и после диатермокоагуляции шейки матки;
- перед гистерографией.

## Режим дозирования
Назначают по 1 вагинальной таб./сут перед сном. Средняя продолжительность курса терапии — 10 дней; в случае подтвержденного микоза может быть увеличена до 20 дней. Следует прекратить лечение на время  менструации и продолжить после её завершения .
Перед введением таблетку следует в течение 20-30 сек подержать в воде.

## Побочное действие
Местные реакции: редко — чувство жжения, местное раздражение (особенно в начале терапии).
Прочие: в отдельных случаях — аллергические реакции.

## Противопоказания
Повышенная чувствительность к компонентам препарата. 

## Применение при беременности и лактации
Применение при беременности и лактации
Согласно утвержденной инструкции Тержинана, данный препарат может быть использован с лечебной целью (для лечения вагинитов, в том числе: бактериальный вагинит, вызванный банальной пиогенной флорой, трихомониаз влагалища, кандидозный вульвовагинит, смешанный вагинит), а также с профилактической целью ( в том числе: профилактика вагинитов перед родами и абортом).
Производитель препарата Тержинан- французская лаборатория Бушара-Рекордати, располагает данными 3 европейских клинических исследований, в которых оценивалась эффективность и безопасность применения Тержинана у беременных на разных сроках гестации (191 пациентка). С 1997 по 2004 год  российские акушеры-гинекологи опубликовали данные по применению Тержинана у беременных на разных сроках гестации (452 пациентки) для лечения и профилактики урогенитальной инфекции.
Также Тержинан включен в российские рекомендации по лечению урогенитальной инфекции у беременных. На основании предоставленных данных Тержинан показан  при лечении  урогенитального кандидоза у беременных со второго триместра беременности.
Особые указания
В случае лечения вагинитов, трихомониаза рекомендуется одновременное лечение половых партнеров.
Не следует прекращать лечение во время менструации.

## Передозировка
В связи с низкой степенью абсорбции в системный кровоток передозировка маловероятна.

## Лекарственное взаимодействие
Клинически значимого лекарственного взаимодействия препарата Тержинан с другими лекарственными средствами не выявлено.

## Условия и сроки хранения
Препарат следует хранить при комнатной температуре. Срок годности — 3 года.

## Условия отпуска из аптек
Препарат отпускается по рецепту врача.